# Азарово (станция)
Аза́рово — железнодорожная станция Московской железной дороги на участке Муратовка — Плеханово, расположена в городе Калуге в условно выделенном районе города Азарово.

## Краткая характеристика
Входит в Московско-Смоленский центр организации работы железнодорожных станций ДЦС-3 Московской дирекции управления движением. По основному применению является промежуточной, по объёму работы отнесена к 4 классу.
Находится на северо-западе города. Выход на запад к району города Силикатный, на восток к району Азарово, на юго-восток к заводам.
Станцию с точки зрения пригородного движения также иногда относят к Киевскому направлению МЖД, так как она снабжена прямыми маршрутами электропоездов с Киевским вокзалом Москвы (по соединительным ветвям с хордовой линии западнее на главный ход Киевского направления). На своей линии станция находится на электрифицированном участке Полотняный Завод — Калуга I посреди неэлектрифицированной линии, на двухпутном Муратовка — Калуга I посреди однопутной линии.
На станции четыре транзитных пути, два нетранзитных (переходят в подъездной). Несколько подъездных путей к заводам. Одна островная пассажирская платформа между главными путями.

## Пассажирское движение
Пригородное сообщение 
На станции имеют остановку все пригородные поезда, следующие направлением на: Москву, Калугу I, Вязьму и Сухиничи.
На маршрутах работают электропоезда и рельсовые автобусы.

## Коммерческие операции, выполняемые на станции
- Посадка/высадка на поезда местного и пригор. сообщ.
- Пр/выд. поваг. и мелк. отправок (подъездн. пути)[3]